# Marina Rinaldi
 (avril 2022).
Marina Rinaldi est une entreprise italienne, dont le siège social et la direction opérationnelle sont situés à Reggio d'Émilie, en d'Émilie-Romagne. Propriété de Max Mara Fashion Group, elle est spécialisée dans la création de vêtements pour les femmes de taille supérieure à 46.
Elle est présente en plus de 300 boutiques situées dans les rues les plus importantes des principales villes du monde : Wilshire Boulevard au Beverly Hills, Madison Avenue à New York, Old Bond Street à Londres, Avenue Vittorio Emanuele à Milan.

## Histoire
Née en 1980, elle prend le nom de l'arrière-grand-mère du président fondateur du Max Mara Fashion Group, le cavalier Achille Maramotti qui possédait en 1850 un atelier de couture dans la ville de Reggio Emilia.
Depuis 1984, les lignes sont aussi présentes sur les marchés internationaux avec des points de vente à Paris, Tokyo, Moscou, Düsseldorf et Madrid.
Jusqu'à la naissance de Marina Rinaldi, il n’y avait pas d’entreprise qui s'occupât des femmes avec quelques kilogrammes en plus, pour satisfaire leur désir de mode. Plusieurs collections naissent donc, suivant les tendances de la mode, pour satisfaire toutes les exigences des femmes plus.
En 2011 Marina Rinaldi présente MR Denim Collection : une collection entièrement consacrée au jean. 7 styles pour 7 coupes différentes.

## Publicités
En 1981 le projet de communication Marina Rinaldi voit le jour. Dès les premières campagnes publicitaires réalisées en collaboration avec Emanuele Pirella, l'entreprise développe un concept innovant. Dans un secteur où la communication consacrée aux tailles plus n’existait pas, l’objectif poursuivi est celui de présenter la naissance d’une ligne d’habillement capable de répondre aux exigences des femmes jusqu’alors oubliées par la mode et les stylistes. Marina Rinaldi introduit l’expression italienne « taglie comode », c’est-à-dire « tailles confortables », au lieu de l’expression « tailles fortes », généralement utilisée pour décrire cette typologie de produits.
Marina Rinaldi fait alors appel à des photographes du monde de la mode, comme par exemple: Fabrizio Ferri, Arthur Elgort, André Carrara, Eamon Mc Cabe, Max Cardelli, Peter Lindbergh, Patrick Demarchelier, Greg Kadel, Craig McDean. Parmi les images publicitaires de la maison : Rosemary Mc Grotha à partir de la saison Automne-Hiver 1996 pour deux ans ; India Hicks du AH 1998 au AH 2000 ; Isabelle Townsed de la PE 2001 au AH 2001 ; Carré Otis de la PE 2002 au AH 2003; Kate Dillon pour les campagnes suivantes jusqu’à la saison PE 2008. Depuis l'automne 2009, Tatjana Patitz est la nouvelle égérie publicitaire de la marque ; ce qui marque le retour sur la scène du mannequin. Crystal Renn, un mannequin aux courbes généreuses, représente la collection MR Denim.

## Le Magazine MR Characters
Dans les années 1990, Marina Rinaldi élabore sa philosophie de vie à travers la réalisation de son magazine. Il s’agit d’un véritable magazine consacré aux femmes pulpeuses avec rubriques de mode, d’art contemporain, voyages, littérature, bien-être et cuisine. En 1991 le premier numéro MR Characters est publié et distribué dans toutes les boutiques du monde de la maison avec un tirage de 450 000 exemplaires, traduit en français, espagnol, anglais.